# A.304轟炸機
A.304是一款1930年代的捷克轟炸機，於1937年首飛。此飛機是源於民用的A.204飛機，因找不到買家才轉為軍用，並成功取得捷克空軍的訂單。此飛機亦有出口至保加利亞。

## 使用者
保加利亚
 捷克斯洛伐克
 德国

## 性能
基本信息
- 机组：3人

性能
武器

- 1 × 7.92 mm ZB-30 機槍 （前方）
- 1 × 7.92 mm ZB-30 機槍 （背部）
- 1 × 7.92 mm ZB-30 機槍 （腹部）
- 最多 300 kg (660 lb) 炸彈